# Shuanglongchang
Shuanglongchang är en ort i Kina. Den ligger i provinsen Guizhou, i den sydvästra delen av landet, omkring 190 kilometer norr om provinshuvudstaden Guiyang.